# Human Being
Human Being è il terzo album del cantante britannico Seal, pubblicato nel 1998 dalla Warner Music UK. L'album è riuscito ad arrivare sino alla quarantaquattresima posizione degli album più venduti nel Regno Unito, ed alla ventiduesima della Billboard 200.

## Tracce
1. Human Beings (Seal) – 4:36
2. State of Grace (Seal, Chris Bruce) – 5:00
3. Latest Craze (Seal, Earl Harvin) – 4:28
4. Just Like You Said (Seal, Chris Bruce) – 4:14
5. Princess (Seal) – 1:58
6. Lost My Faith (Seal, Reggie Hamilton) – 4:35
7. Excerpt From (Seal) – 3:04
8. When a Man Is Wrong (Seal) – 4:18
9. Colour (Seal) – 5:22
10. Still Love Remains (Seal) – 5:54
11. No Easy Way (Seal) – 4:48
12. Human Beings Reprise (Seal) – 3:21